# Егу-Вив (Еро)
Егу-Вив (фр. Aigues-Vives) је насеље и општина у јужној Француској у региону Лангдок-Русијон, у департману Еро која припада префектури Безје.
По подацима из 2011. године у општини је живело 438 становника, а густина насељености је износила 34,19 становника/km². Општина се простире на површини од 12,81 km². Налази се на средњој надморској висини од 169 метара (максималној 251 m, а минималној 90 m).

## Демографија
| 1962. | 1968. | 1975. | 1982. | 1990. | 1999. | 2011. |
| ----- | ----- | ----- | ----- | ----- | ----- | ----- |
| 464   | 503   | 401   | 374   | 347   | 354   | 438   |

График промене броја становника у току последњих година